# Kyuk Too Ki
Il Kyuk Too Ki (in sudcoreano 격투기), noto anche come Kyek Too Ki o Korean Kickboxing, è uno sport da combattimento sudcoreano uno contro uno.
Il Kyuk Too Ki è stato creato nel 1995 dal campione sudcoreano di kickboxing Jung Yong Han fondendo le tecniche di gambe del Taekwondo, le tecniche di gomito e ginocchia della Muay Thai e le tencniche di pugno del Kyokushinkai.
Successivamente, in ambito non competitivo, sono state introdotte anche tecniche di proiezioni e di lotta a terra.
Tradizionalmente il combattimento si svolge all'interno in un ring e l'incontro è diretto da un'arbitro ed è valutato da sei giudici. Tutte le tecniche sono autorizzate: si può persino colpire l'avversario a terra. 
Le riprese sono generalmente composte da cinque round intervallate da riposi di un minuto. L'attrezzatura è sommaria: pantaloncini da pugilato, guantoni, conchiglia di protezione ai genitali, paradenti.

## Senso del nome
Kyuk o Kyeok  ( 격 ) significa “norma”. Combinato con In (“umano”) come Inkyeok ( 인격 ), significa umanità.
Too ( 투 ) sta per lotta.
Ki ( 기 ) qui significa “tecnica” (forma abbreviata di Kisul / Gisul ). È un Hanja diverso dal Ki , che ad es. B. si verifica in Hap Ki Do. Tuttavia, i rappresentanti di Kyeok Too Ki lo interpretano come "energia vitale" perché, secondo loro, il Ki è la base di ogni colpo del Kyuk Too Ki.

## Terminologia
- Dojang: palestra-camp
- Sabunim: maestro
- Gieja: allievo
- Giumbi: prepararsi
- Ciaryot: attenti
- Kyungrae: saluto
- Sijak: cominciare
- Keuman: fermarsi

Pugni
- Seuo-Jirugi: pugno diretto con braccio avanzato
- Dollyo-Jirugi: pugno gancio
- Yeop-Jirugi: pugno montante
- Pyonson-Keut-Seuo: pugno girato

Calci
- Naj-Eun Chagi:calcio circolare basso
- Bandal Chagi: calcio circolare medio
- Dollyo Chagi: calcio circolare alla testa
- Ap Chagi: calcio frontale
- Miro Chagi: calcio a spinta
- Yop Chagi: calcio laterale
- Dwi Chagi: calcio all'indietro
- Mom Dollyo Chagi: calcio girato alla testa

Ginocchiate
- Muleup: ginocchiata in linea frontale diretta corpo
- Ap Muleup: ginocchiata in linea frontale diretta alla testa
- Yeop Muleup: ginocchiata laterale

Gomitate
- Palkup-Chigi: gomitata circolare orizzontale
- Daegagseon Palkkumchi : gomitata ascendente diagonale
- Sujig Palkkumchi: gomitata ascendente verticale
- Ap Palkkumchi: gomitata frontale
- Palkkumchi Hoejeon: gomitata girata